# Wereldbeker schaatsen 2009/2010 - 1000 meter vrouwen
De Wereldbeker schaatsen 2009/2010 - 1000 meter vrouwen begon op 7 november 2009 in Berlijn en eindigde in maart 2010 in Heerenveen. Titelverdedigster Christine Nesbitt uit Canada prolongeerde haar titel.
Deze wereldbekercompetitie was tevens het kwalificatietoernooi voor de Olympische Winterspelen van 2010.

## 2008/2009 Eindpodium
| Medaille | Atleet              | Punten |
| -------- | ------------------- | ------ |
| Goud:    | Christine Nesbitt   | 646    |
| Zilver:  | Kristina Groves     | 507    |
| Brons:   | Laurine van Riessen | 468    |

## Podia
| Wedstrijd:     | Goud:                         | Tijd       | Zilver:                       | Tijd    | Brons:                        | Tijd    |
| Berlijn        | Christine Nesbitt Canada      | 1.15,41 BR | Nao Kodaira Japan             | 1.15,92 | Marianne Timmer Nederland     | 1.16,13 |
| Heerenveen     | Christine Nesbitt Canada      | 1.15,47    | Annette Gerritsen Nederland   | 1.16,03 | Natasja Bruintjes Nederland   | 1.16,08 |
| Calgary        | Christine Nesbitt Canada      | 1:14.03    | Annette Gerritsen Nederland   | 1:14.48 | Monique Angermüller Duitsland | 1:14.68 |
| Salt Lake City | Christine Nesbitt Canada      | 1:13.36    | Wang Beixing China            | 1:14.01 | Nao Kodaira Japan             | 1:14.17 |
| Erfurt         | Monique Angermüller Duitsland | 1:16.36    | Margot Boer Nederland         | 1:16.48 | Natasja Bruintjes Nederland   | 1:16.59 |
| Erfurt         | Jekaterina Sjichova Rusland   | 1:16.93    | Laurine van Riessen Nederland | 1:17.18 | Natasja Bruintjes Nederland   | 1:17.29 |
| Heerenveen     | Jekaterina Sjichova Rusland   | 1:16.15    | Annette Gerritsen Nederland   | 1:16.35 | Natasja Bruintjes Nederland   | 1:16.60 |

## Eindstand
| #  | Naam                     | BER | HVN | CAL | SLC | ERF1 | ERF2 | HVN | Totaal |
| -- | ------------------------ | --- | --- | --- | --- | ---- | ---- | --- | ------ |
| 1  | Christine Nesbitt        | 100 | 100 | 100 | 100 | —    | 32   | 40  | 472    |
| 2  | Margot Boer              | 60  | 60  | 45  | —   | 80   | 60   | 90  | 395    |
| 3  | Monique Angermüller      | 40  | —   | 70  | 60  | 100  | 45   | 36  | 351    |
| 4  | Natasja Bruintjes        | —   | 70  | 10  | 21  | 70   | 70   | 105 | 346    |
| 5  | Annette Gerritsen        | 45  | 80  | 80  | —   | —    | —    | 120 | 325    |
| 6  | Jekaterina Sjichova      | 12  | —   | —   | 25  | 36   | 100  | 150 | 323    |
| 7  | Laurine van Riessen      | 2   | 25  | 36  | 50  | 50   | 80   | 75  | 318    |
| 8  | Nao Kodaira              | 80  | 24  | 28  | 70  | —    | —    | 28  | 230    |
| 9  | Heather Richardson       | 36  | 21  | 21  | 32  | 45   | 40   | 32  | 227    |
| 10 | Sayuri Yoshii            | 28  | 16  | 50  | 36  | 28   | 36   | 18  | 212    |
| 11 | Jennifer Rodriguez       | 24  | 18  | 40  | 28  | 32   | 0    | 45  | 187    |
| 12 | Wang Beixing             | 32  | 36  | 32  | 80  | —    | —    | —   | 180    |
| 13 | Kristina Groves          | 16  | 45  | 60  | 40  | —    | —    | —   | 161    |
| 14 | Olga Fatkulina           | 0   | 8   | 25  | 45  | 21   | 22   | 10  | 131    |
| 15 | Jekaterina Malysjeva     | 11  | 10  | 19  | 14  | 60   | 0    | —   | 114    |
| 16 | Jekaterina Lobysjeva     | 5   | —   | 0   | 19  | 40   | 50   | —   | 114    |
| 17 | Katarzyna Bachleda-Curuś | 2   | 19  | 14  | 10  | 24   | —    | 24  | 113    |
| 18 | Elli Ochowicz            | 15  | 28  | 24  | 18  | —    | —    | 16  | 101    |
| 19 | Ireen Wüst               | 25  | 50  | 12  | —   | —    | —    | 12  | 99     |
| 20 | Shannon Rempel           | 4   | 11  | 11  | 5   | 18   | 24   | 14  | 87     |
| 21 | Anni Friesinger          | 14  | 40  | —   | 24  | —    | —    | —   | 78     |
| 22 | Rebekah Bradford         | 0   | 0   | 0   | 0   | 28   | 25   | 21  | 74     |
| 23 | Brittany Schussler       | 50  | 14  | 8   | —   | —    | —    | —   | 72     |
| 24 | Marianne Timmer          | 70  | —   | —   | —   | —    | —    | —   | 70     |
| 25 | Lee Sang-Hwa             | 18  | 12  | 18  | 12  | —    | —    | —   | 60     |
| 26 | Chiara Simionato         | 0   | 1   | 8   | 6   | 16   | 26   | —   | 57     |
| 27 | Jin Peiyu                | —   | 32  | 16  | 8   | —    | —    | —   | 56     |
| 28 | Tomomi Okazaki           | 10  | 5   | 0   | 0   | 12   | 18   | —   | 45     |
| 29 | Ren Hui                  | 6   | 6   | 15  | 16  | —    | —    | —   | 43     |
| 30 | Sophie Nijman            | —   | —   | —   | —   | 16   | 19   | —   | 35     |
| 31 | Cindy Klassen            | 19  | 8   | —   | 6   | —    | —    | —   | 33     |
| 32 | Maki Tabata              | 8   | 6   | 4   | 15  | —    | —    | —   | 33     |
| 33 | Yu Jing                  | 21  | —   | —   | 11  | —    | —    | —   | 32     |
| 34 | Svetlana Kajkan          | —   | —   | —   | —   | 13   | 15   | —   | 28     |
| 35 | Gabriele Hirschbichler   | 1   | 0   | 0   | —   | 14   | 11   | —   | 26     |
| 36 | Anastasia Bucsis         | —   | —   | —   | —   | 14   | 8    | —   | 22     |
| 37 | Hege Bøkko               | 0   | 15  | 6   | 0   | —    | —    | —   | 21     |
| 38 | Kelly Gunther            | —   | —   | —   | 0   | 9    | 11   | —   | 20     |
| 35 | Shihomi Shinya           | 0   | 0   | 0   | 8   | 10   | —    | —   | 18     |
| 40 | Tamara Oudenaarden       | —   | —   | —   | —   | 12   | 4    | —   | 16     |
| 41 | Daniela Dumitru          | 0   | 0   | 0   | 0   | 8    | 6    | —   | 14     |
| 42 | Anna Ringsred            | —   | —   | —   | —   | —    | 10   | —   | 10     |
| 43 | Heike Hartmann           | 6   | 4   | 0   | 0   | 0    | —    | —   | 10     |
| 44 | Denise Roth              | —   | —   | —   | —   | 7    | 2    | —   | 9      |
| 45 | Karolína Erbanová        | 4   | 0   | 1   | 4   | —    | —    | —   | 9      |
| 46 | Wang Fei                 | 8   | —   | —   | —   | —    | —    | —   | 8      |
| 47 | Jekaterina Ajdova        | 0   | 0   | 6   | 0   | —    | —    | —   | 6      |
| 48 | Kim You-Lim              | 0   | 2   | 2   | 0   | —    | —    | —   | 4      |
| 49 | Pamela Zoellner          | 3   | 0   | 0   | —   | —    | —    | —   | 3      |
| 50 | Daniela Anschütz-Thoms   | —   | —   | —   | 2   | —    | —    | —   | 2      |
| 51 | Joelia Nemaja            | 1   | 0   | —   | —   | —    | —    | —   | 1      |
| 51 | Xing Aihua               | —   | —   | 0   | 1   | —    | —    | —   | 1      |

## Wereldbekerwedstrijden
Hier volgt een overzicht van de top 10 per wereldbekerwedstrijd en de Nederlanders.

### Berlijn
| rang   | schaatser           | tijd    | punten |
| ------ | ------------------- | ------- | ------ |
| Goud   | Christine Nesbitt   | 1.15,41 | 100    |
| Zilver | Nao Kodaira         | 1.15,92 | 80     |
| Brons  | Marianne Timmer     | 1.16,13 | 70     |
| 4      | Margot Boer         | 1.16,64 | 60     |
| 5      | Brittany Schussler  | 1.16,71 | 50     |
| 6      | Annette Gerritsen   | 1.16,72 | 45     |
| 7      | Monique Angermüller | 1.16,84 | 40     |
| 8      | Heather Richardson  | 1.16,96 | 36     |
| 9      | Wang Beixing        | 1.17,28 | 32     |
| 10     | Sayuri Yoshii       | 1.17,34 | 28     |
|        |                     |         |        |
| 23     | Laurine van Riessen | 1.18,83 | 2      |
|        |                     |         |        |
| B1     | Ireen Wüst          | 1.17,06 | 25     |

### Heerenveen
| rang   | schaatser              | tijd    | punten |
| ------ | ---------------------- | ------- | ------ |
| Goud   | Christine Nesbitt      | 1.15,47 | 100    |
| Zilver | Annette Gerritsen      | 1.16,03 | 80     |
| Brons  | Natasja Bruintjes      | 1.16,08 | 70     |
| 4      | Margot Boer            | 1.16,26 | 60     |
| 5      | Ireen Wüst             | 1.16,57 | 50     |
| 6      | Kristina Groves        | 1.16,62 | 45     |
| 7      | Anni Friesinger-Postma | 1.17,19 | 40     |
| 8      | Beixing Wang           | 1.17,20 | 36     |
| 9      | Peiyu Jin              | 1.17,36 | 32     |
| 10     | Elli Ochowicz          | 1.17,56 | 28     |
|        |                        |         |        |
| B1     | Laurine van Riessen    | 1.17,67 | 25     |

### Calgary
| rang   | schaatser           | tijd    | punten |
| ------ | ------------------- | ------- | ------ |
| Goud   | Christine Nesbitt   | 1.14,03 | 100    |
| Zilver | Annette Gerritsen   | 1.14,48 | 80     |
| Brons  | Monique Angermüller | 1.14,68 | 70     |
| 4      | Kristina Groves     | 1.14,83 | 60     |
| 5      | Sayuri Yoshii       | 1.14,99 | 50     |
| 6      | Margot Boer         | 1.15,03 | 45     |
| 7      | Jennifer Rodriguez  | 1.15,04 | 40     |
| 8      | Laurine van Riessen | 1.15,13 | 36     |
| 9      | Beixing Wang        | 1.15,28 | 32     |
| 10     | Nao Kodaira         | 1.15,33 | 28     |
|        |                     |         |        |
| 16     | Ireen Wüst          | 1.16,10 | 12     |
| 17     | Natasja Bruintjes   | 1.16,23 | 10     |

### Salt Lake City
| rang   | schaatser           | tijd    | punten |
| ------ | ------------------- | ------- | ------ |
| Goud   | Christine Nesbitt   | 1.13,36 | 100    |
| Zilver | Beixing Wang        | 1.14,01 | 80     |
| Brons  | Nao Kodaira         | 1.14,17 | 70     |
| 4      | Monique Angermüller | 1.14,21 | 60     |
| 5      | Laurine van Riessen | 1.14,30 | 50     |
| 6      | Olga Fatkulina      | 1.14,50 | 45     |
| 7      | Kristina Groves     | 1.14,54 | 40     |
| 8      | Sayuri Yoshii       | 1.14,55 | 36     |
| 9      | Heather Richardson  | 1.14,57 | 32     |
| 10     | Jennifer Rodriguez  | 1.14,59 | 28     |
|        |                     |         |        |
| 12     | Natasja Bruintjes   | 1.14,92 | 21     |
|        |                     |         |        |
| B14    | Laurine van Riessen | 2.11,11 | 0      |
| B27    | Roxanne van Hemert  | 1.20,12 | 0      |

### Erfurt

#### Eerste Race
| rang   | schaatser            | tijd       | punten |
| ------ | -------------------- | ---------- | ------ |
| Goud   | Monique Angermüller  | 1.16,36    | 100    |
| Zilver | Margot Boer          | 1.16,48    | 80     |
| Brons  | Natasja Bruintjes    | 1.16,59    | 70     |
| 4      | Yekaterina Malysheva | 1.17,15(5) | 60     |
| 5      | Laurine van Riessen  | 1.17,15(7) | 50     |
| 6      | Heather Richardson   | 1.17,29    | 45     |
| 7      | Yekaterina Lobysheva | 1.17,34(6) | 40     |
| 8      | Yekaterina Shikhova  | 1.17,34(8) | 36     |
| 9      | Jennifer Rodriguez   | 1.17,41    | 32     |
| 10     | Sayuri Yoshii        | 1.17,67    | 28     |
|        |                      |            |        |
| 19     | Annette Gerritsen    | WDR        | 0      |
|        |                      |            |        |
| B2     | Sophie Nijman        | 1.19,02    | 19     |

#### Tweede Race
| rang   | schaatser            | tijd    | punten |
| ------ | -------------------- | ------- | ------ |
| Goud   | Yekaterina Shikhova  | 1.16,93 | 100    |
| Zilver | Laurine van Riessen  | 1.17,18 | 80     |
| Brons  | Natasja Bruintjes    | 1.17,29 | 70     |
| 4      | Margot Boer          | 1.17,47 | 60     |
| 5      | Yekaterina Lobysheva | 1.17,56 | 50     |
| 6      | Monique Angermüller  | 1.17,88 | 45     |
| 7      | Heather Richardson   | 1.17,95 | 40     |
| 8      | Sayuri Yoshii        | 1.18,00 | 36     |
| 9      | Christine Nesbitt    | 1.18,07 | 32     |
| 10     | Rebekah Bradford     | 1.18,39 | 28     |
|        |                      |         |        |
| 16     | Sophie Nijman        | 1.19,58 | 16     |

### Heerenveen
| rang   | schaatser           | tijd    | punten |
| ------ | ------------------- | ------- | ------ |
| Goud   | Yekaterina Shikhova | 1.16,25 | 150    |
| Zilver | Annette Gerritsen   | 1.16,35 | 120    |
| Brons  | Natasja Bruintjes   | 1.16,60 | 105    |
| 4      | Margot Boer         | 1.16,76 | 90     |
| 5      | Laurine van Riessen | 1.16,92 | 75     |
| 6      | Jennifer Rodriguez  | 1.16,98 | 45     |
| 7      | Christine Nesbitt   | 1.17,14 | 40     |
| 8      | Monique Angermüller | 1.17,31 | 36     |
| 9      | Heather Richardson  | 1.17,45 | 32     |
| 10     | Nao Kodaira         | 1.17,49 | 28     |
|        |                     |         |        |
| 16     | Ireen Wüst          | 1.18,89 | 12     |

1985/1986 · 
1986/1987 · 
1987/1988 · 
1988/1989 · 
1989/1990 · 
1990/1991 · 
1991/1992 · 
1992/1993 · 
1993/1994 · 
1994/1995 · 
1995/1996 · 
1996/1997 · 
1997/1998 · 
1998/1999 · 
1999/2000 · 
2000/2001 · 
2001/2002 · 
2002/2003 · 
2003/2004 · 
2004/2005 · 
2005/2006 · 
2006/2007 · 
2007/2008 · 
2008/2009 · 
2009/2010 · 
2010/2011 · 
2011/2012 · 
2012/2013 · 
2013/2014 · 
2014/2015 · 
2015/2016 · 
2016/2017 · 
2017/2018 · 
2018/2019 · 
2019/2020 · 
2020/2021 · 
2021/2022 · 
2022/2023 · 
2023/2024 · 
2024/2025